# Yun Ok-Hee
Yun Ok-Hee (en coreano: 윤옥희; 1 de marzo de 1985) es una deportista surcoreana que compitió en tiro con arco, en la modalidad de arco recurvo.
Participó en los Juegos Olímpicos de Pekín 2008, obteniendo dos medallas, oro por equipo y bronce en individual. Ganó tres medallas en el Campeonato Mundial de Tiro con Arco al Aire Libre, en los años 2009 y 2013.

## Palmarés internacional
| Juegos Olímpicos                 | Juegos Olímpicos      | Juegos Olímpicos  | Juegos Olímpicos |
| Año                              | Lugar                 | Medalla           | Prueba           |
| -------------------------------- | --------------------- | ----------------- | ---------------- |
| 2008                             | Pekín (China)         | Medalla de oro    | Equipo           |
| 2008                             | Pekín (China)         | Medalla de bronce | Individual       |
| Campeonato Mundial al Aire Libre |                       |                   |                  |
| Año                              | Lugar                 | Medalla           | Prueba           |
| 2009                             | Ulsan (Corea del Sur) | Medalla de oro    | Equipo           |
| 2013                             | Belek (Turquía)       | Medalla de oro    | Equipo           |
| 2013                             | Belek (Turquía)       | Medalla de bronce | Individual       |